# Kuula
«Kuula» — пісня естонського співака Отта Лепланда, з якою він представив Естонію на пісенному конкурсі Євробачення 2012 в Баку. За результатами другого півфіналу, який відбувся 24 травня, композиція пройшла до фіналу, де зрештою набрала 120 балів і здобула 6 місце.

## Чарти
| Чарт (2012)      | Пікова позиція |
| ---------------- | -------------- |
| Естонія, Top 40) | 1              |